# Barbara Cartland
Mary Barbara Hamilton Cartland DBE, CStJ (9 de julho de 1901 — 21 de maio de 2000) foi uma das mais bem-sucedidas escritoras de romances do mundo. Tornou-se uma das mais populares personalidades da mídia inglesa, aparecendo frequentemente em eventos e na televisão, aprumada em cor-de-rosa e coberta de jóias, e falando sobre amor, saúde e problemas sociais. Nos seus livros, mulheres inocentes e virgens casavam-se sempre com homens ricos da alta sociedade.

## Vida familiar
Barbara nasceu em Edgbaston, Birmingham, Inglaterra, como a única filha de um oficial do exército britânico, o major Bertram Cartland, e de sua esposa Mary Hamilton Scobell conhecida com Polly e sobrinha materna do John Sanford Scobell. Sua família pertencia à classe-média, mas sua situação financeira foi severamente abalada com o suicídio de seu avô paterno, James Cartland, um financista, que atirou em si mesmo após revelar sua falência.
Logo depois, seu pai morreu numa batalha em Flandres, Bélgica, durante a Primeira Guerra Mundial. Sua enérgica mãe abriu uma loja de vestidos para sustentar Barbara e seus dois irmãos, Anthony e Ronald, ambos mortos numa batalha em 1940, durante a Segunda Guerra Mundial. "Pobre eu posso ser" - dizia Polly Cartland - "mas comum eu não sou".
Barbara foi educada em Malvern Girl's College e em Abbey House, uma instituição educacional em Hampshire. Logo se tornou uma jornalista bem-sucedida da sociedade e escritora de ficção-romântica. Cartland admitiu que ela foi inspirada inicialmente por Elinor Glyn, uma autora eduardiana, a qual ela idolatrou e mais tarde conheceu.

## Romances
Trabalhando como colunista para o London Daily Express, Cartland publicou seu primeiro romance, Jigsaw, em 1923, que se tornou um bestseller. Ela também começou a escrever e a produzir peças picantes, das quais, Blood Money (1926), foi impedida de ser assistida pelo gabinete do camareiro-mor.
Nos anos 1920 e 30, Cartland já era uma mulher muito conhecida dentro da sociedade londrina, notada por sua beleza, por seu charme enérgico e por suas festas. Sua fama também se devia ao seu senso de se vestir bem, pois era uma das primeiras clientes de Norman Hartnell, que fazia vestidos para a rainha Elizabeth II.
A imagem de Barbara Cartland como uma "especialista" em romance trouxe um pouco de ridículo em seus últimos anos, quando seus pontos de vista se tornaram mais conservadores. Embora seus primeiros romances fossem considerados sensacionais, os últimos títulos de Barbara Cartland foram comparativamente domados com heroínas virgens e com poucas, senão nenhuma, situações sugestivas. Quase todos os últimos livros de Cartland foram históricos em tema, o que permitiu a confiança na castidade.
Apesar das descrições sexualmente provocantes em suas histórias, que não eram totalmente explícitas, os últimos livros de Barbara foram bem-sucedidos. Em 1983, Barbara Cartland entrou para o Who's Who britânico, um número de publicações que contêm informações biográficas de vários grupos de pessoas. No mesmo ano, ela apareceu no Guinness Book of World Records como a autora top-seller do mundo. Seus 723 romances foram traduzidos para mais de 36 idiomas, e Barbara declarou que escrevia um livro a cada duas semanas. Depois de vender um bilhão de livros nos anos 1990, a revista Vogue a chamou de the true Queen of Romance ("a verdadeira Rainha do Romance"). Seus leitores e admiradores lhe enviavam vinte mil cartas por ano. Ela tornou-se um esteio da mídia popular pondo sua marca em vestidos rosas e chapéus emplumados. Discursava sobre problemas de amor, de casamento, de política, de religião, de saúde e de moda. Era publicamente contrária à remoção do rezador em escolas estaduais e criticava a infidelidade e o divórcio, embora Barbara estivesse familiarizada com ambos os "pecados". Também era contra o sexo antes do casamento.

## Casamentos e relacionamentos
Segundo um obituário publicado pelo Daily Telegraph em 22 de maio de 2000, Cartland quebrou sua primeira promessa de noivado com um oficial, quando ela aprendeu sobre fatos da vida e retrocedeu.
Barbara Cartland foi casada, de 1927 a 1932, com Alexander George MacCorquodale (falecido em 1964), um oficial do exército e herdeiro de uma fortuna de tipografia. A única filha deles, Raine MacCorquodale (nascida em 1929), casou-se com John Spencer, 8º Conde Spencer, o pai da falecida Diana, Princesa de Gales, que era uma fã das obras de Cartland. Depois do escandaloso divórcio, em 1936, Barbara casou-se com o primo de seu ex-marido, Hugh MacCorquodale, um ex-oficial militar (falecido em 1963). Eles tiveram dois filhos: Ian e Glen.
Barbara manteve uma longa amizade com Louis Mountbatten, 1º Conde Mountbatten de Burma (tio do príncipe Filipe, Duque de Edimburgo), cuja morte em 1979 foi descrita por ela como "a maior tristeza da sua vida". Mountbatten acompanhou Cartland em vários trabalhos de instituições de caridade e, inclusive, ajudou Cartland a escrever Love at the Helm, que contém um caráter naval e histórico.
O Mountbatten Memorial Trust, estabelecido pelo sobrinho-neto de Mountbatten, Charles, Príncipe de Gales, depois do assassinato do comandante na Irlanda, foi o receptor do dinheiro apurado em vendas desse livro em sua exibição em 1980.
Em 1991, a rainha Elizabeth II condecorou Barbara como Dame Commander da Ordem do Império Britânico em honra dos 70 anos de contribuição literária, política e social da autora.
Cartland criticava também abertamente o divórcio da enteada de sua filha, a falecida Diana, Princesa de Gales, causando um distanciamento entre as duas, mas se reconciliaram pouco tempo antes do acidente automobilístico que matou a princesa em agosto de 1997.

## Influência política
Depois da morte de seu irmão Ronald, um popular membro do parlamento, durante a Segunda Guerra Mundial, ela publicou a biografia dele com um prefácio do primeiro-ministro Winston Churchill. A guerra marcou o início de uma vida dedicada ao bem-estar civil e à política para Cartland, que serviu ao ministério da de guerra numa capacidade benevolente e na brigada de St. John Ambulance. Em 1953, no Palácio de Buckingham, ela recebeu a Ordem dos Hospitalários por seus serviços.
Em 1955, Cartland foi eleita conselheira do Conselho Municipal de Hertfordshire como membro do Partido Conservador do Reino Unido, cargo que ocupou durante nove anos. Durante este tempo, ela lutou, com bons resultados, em campanhas por reformas em abrigos de idosos, por melhores salários para parteiras e pela legislação de educação para filhos de ciganos. Ela fundou a Associação Nacional de Saúde, promovendo uma variedade de medicamentos.

## Morte
A saúde mental e psíquica de Barbara Cartland começou a decair no meio de seus 90 anos, mas seu espírito e coragem permaneceram inalteráveis, e ela continuou sendo uma favorita da imprensa, realizando entrevistas com agências de notícias internacionais até seus últimos meses de vida. Uma de suas últimas entrevistas foi com a BBC.
Barbara faleceu aos 98 anos, assim como sua mãe, de causa não divulgada. Seu corpo, como havia pedido, foi enterrado em sua propriedade em Hatfield, abaixo de uma árvore plantada pela rainha Elizabeth I da Inglaterra.